# Glechoma
Genre
Classification phylogénétique
Glechoma, les Gléchomes, est un genre de plantes à fleurs de la famille des Lamiacées. Il regroupe une dizaine d'espèces de plantes herbacées  originaires des régions tempérées d'Eurasie.

## Étymologie
Glechoma est issu du latin glechon et du grec glêchôn qui désignaient la menthe pouliot.

## Caractéristiques principales
Les Gléchomes sont des plantes herbacées vivaces à croissance lente, assurant leur multiplication végétative par des stolons. Les feuilles plus ou moins orbiculaires ou ovales, à base cordée, à bord crénelé ou denté, sont plus ou moins poilues et ont un grand pétiole. Les fleurs généralement bleu-violet sont regroupées par 2 à 5 en des inflorescences axillaires. Elles ont un calice gamosépale tubulaire nervuré. La corolle caractéristique des Lamiacées est bilabiée avec la lèvre inférieure trilobée, son lobe central étant plus gros. L'androcée est composé de 4 étamines protandres, l'ovaire est surmonté d'un style bifide. La pollinisation est entomophile, les bourdons étant les principaux agents pollinisateurs. Le fruit est une nucule elliptique. La dissémination est épizoochore et myrmécochore.

## Confusion possible
Au moment de la floraison, le Gléchome pourrait être confondu avec la bugle rampante, mais la forme de ses feuilles et son odeur permettent de les différencier facilement.

## Liste des espèces
- Glechoma biondiana (Diels) C. Y. Wu & C. Chen
- Glechoma grandis (zh) (A. Gray) Kuprianova
- Glechoma hederacea L. - Lierre terrestre, gléchome ou glécome
- Glechoma hirsuta Waldst. & Kit.
- Glechoma longituba (be) (Nakai) Kuprian.
- Glechoma pannonica Borbás
- Glechoma sardoa (Béguinot) Béguinot
- Glechoma serbica Halácsy & Wettst.
- Glechoma sinograndis C. Y. Wu